# نيستور ساليناس
نيستور ساليناس (بالإسبانية: Néstor Salinas Alonso) (28 فبراير 1993 في إسبانيا - ) هو لاعب كرة قدم إسباني في مركزي الوسط والهجوم. لعب مع أتلتيك بيلباو ب وأتلتيك بيلباو ونادي أموريبايتا ونادي باسكونيا ونادي ميرانديس.

## وصلات خارجية
- نيستور ساليناس على موقع قاعدة بيانات كرة القدم.إي يو (الإنجليزية)
- نيستور ساليناس على موقع Soccerway.com (الإنجليزية)
- نيستور ساليناس على موقع AS.com (الإسبانية)